# International Federation of Air Traffic Controllers' Associations
A International Federation of Air Traffic Controllers' Associations (Ifacta) é uma organização que reúne as associações profissionais de controladores de tráfego aéreo de todo o mundo, contando com aproximadamente 100 afiliadas, que congregam em conjunto de mais de 50.000 membros.
A entidade é registrada na Suíça, mas tem seu escritório permanente em Montreal, no Canadá.
Os objetivos da federação são:
- Promover a segurança e a eficiência do transporte aéreo.
- Aperfeiçoar a padronização da navegação aérea internacional.
- Auxiliar o desenvolvimento dos sistemas de controle de tráfego aéreo.
- Sugerir melhorias nos procedimentos e nas instalações relacionadas ao tráfego aéreo.
- Promover o aperfeiçoamento e a eficiência dos profissionais associados.

Para atingir suas metas, a federação procura estabelecer estreita cooperação com autoridade da aviação internacional, tendo representantes em um grande número de instituições relacionadas ao presente e ao futuro do controle de tráfego aéreo.
A Iftaca é responsável por uma publicação de freqüência quadrimestral chamada "The Controller".